# Босняки в Сербії
Босняки в Сербії (серб. Бошњаци у Србији, трансліт. Bošnjaci u Srbiji) — визнана національною меншиною в Сербії. Згідно з переписом 2022 року, чисельність етнічних босняків у Сербії становить 153 801 осіб, що становить 2,3 % від загальної кількості населення, що робить їх третьою за чисельністю етнічною групою в країні. Переважна більшість із них проживає в південно-західній частині країни, яка межує з Чорногорією та Косово, і називається Санджак. Їх культурний центр знаходиться в Новому Пазарі.

## Політика

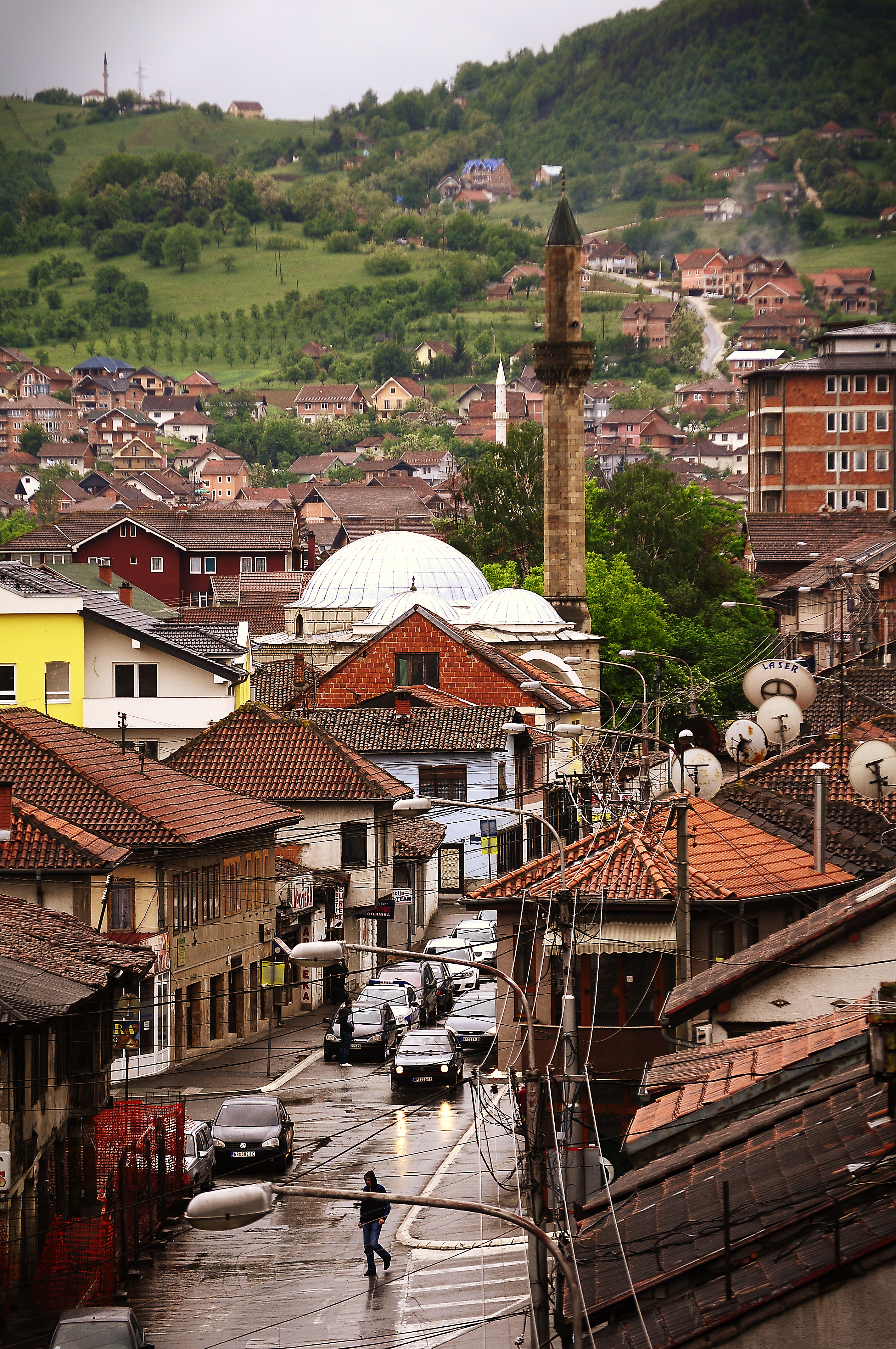
Вулиця Першомайська в Новому Пазарі

Перша велика політична організація боснійців із Санджаку відбулася на конференції в Сєниці, яка відбулася в серпні 1917 року під час австро-угорської окупації колишнього санджаку Новий Пазар. Боснійські представники на конференції вирішили просити австро-угорську владу відокремити санджак Новий Пазар від Сербії та Чорногорії та приєднати його до Боснії та Герцеговини або принаймні надати йому автономію в регіоні.
Після закінчення Першої світової війни та створення Королівства сербів, хорватів і словенців у 1918 році регіон Санджак також став частиною новоствореної країни. На виборах до Конституційної асамблеї, що відбулися в 1920 році, боснійці в Санджаку проголосували за Народну радикальну партію. Головною причиною підтримки радикалів стала обіцянка, дана кільком впливовим боснійцям, отримати компенсацію за втрату земель під час аграрної реформи.
Мусульмани в Санджаку організувалися разом з албанцями в партію Джеміет, яка охоплювала територію сучасного Косова, Північної Македонії та Санджаку. Головною метою Джемієта був захист інтересів боснійців і албанців. Джемієт було засновано в 1919 році в Скоп'є і очолювано Неджипом Драгою, а пізніше його братом Ферхатом Бей Драгою. Після заснування партії в Скоп'є її відділення незабаром були засновані в Косово, Санджаку та решті Північної Македонії. Окружні та муніципальні відділення в Санджаку були засновані на зборах Джемієту, що відбулися в Нові-Пазарі в 1922 році. Зустріч була дуже відвідуваною, і вона наполягала на боснійській єдності замість розколу різними політичними партіями.
Однією з найважливіших політичних фігур боснійців у частині Санджаку, розташованій у Сербії, був муфтій Муамер Зукорлич, який керував відродженням боснійської територіальної та інституційної організації в Сербії, Чорногорії та Боснії та Герцеговині.

## Релігія
За переписом 2011 року, майже всі боснійці в Сербії є мусульманами (99,5 %). Решта не є релігійними або не заявили про свою релігію. Боснійці складають основу (75 %) мусульманської громади в Сербії, тоді як більшість інших мусульман є етнічними албанцями або ромами.

## Демографія
Боснійці, етнічна меншина, переважно проживають у південно-західній Сербії, в регіоні, історично відомому як Санджак, який сьогодні розділений між державами Сербія та Чорногорія. Боснійці, які в розмовній мові називають санджакліє, складають більшість у трьох із шести муніципалітетів сербської частини Санджаку: Новий Пазар (77,1 %), Тутін (90 %) і Сєніца (73,8 %) і складають загальну більшість 59,6 %. Місто Новий Пазар є культурним центром боснійців у Сербії. Багато боснійців із району Санджаку переїхали до Туреччини після падіння Османської імперії. Протягом багатьох років велика кількість боснійців із регіону Санджак виїхала до інших країн, таких як Боснія та Герцеговина, Туреччина, Німеччина, Швеція, США, Канада, Австралія тощо. Другу групу утворюють боснійці, які прибули з Боснії та Герцеговини до найбільших міст Сербії протягом 20 століття як економічні та міжюгославські мігранти.
Сьогодні більшість боснійців є мусульманами-сунітами та дотримуються ханафітської школи думки, найбільшої та найстарішої школи ісламської юриспруденції в сунітському ісламі. Деякі в цьому регіоні, які ідентифікують себе як боснійці, роблять це через релігійну ідентичність як мусульмани, але є етнічними албанцями та живуть у селах (Бороштиця, Доліче, Угао), розташованих у регіоні Пештер. Вони прийняли боснійську ідентичність під час переписів через змішані шлюби в період існування СФР Югославії або через соціально-політичну дискримінацію албанців після розпаду СФРЮ.

## Визначні особи

### Політики
- Еюп Ґанич, колишній президент Федерації Боснії та Герцеговини
- Расім Ляїч, віце-прем'єр-міністр уряду Сербії та міністр зовнішньої та внутрішньої торгівлі та телекомунікацій
- Сулейман Углянін, президент Партії демократичної дії Санджаку та Боснійської національної ради

### Військовослужбовці
- Хасан Звіздич, командир загону санджацького мусульманського ополчення
- Сефер Халілович, колишній генерал і командувач боснійської армії під час війни в Боснії та Герцеговині 1992–95 років.

### Релігійні діячі
- Муамер Зукорлич, колишній муфтій і президент SPP (Партії справедливості та примирення)

### Спортсмени
- Мустафа Хасанагич, футболіст
- Енвер Хаджиабдич, футболіст
- Адем Ляїч, футболіст
- Енвер Аліводич, футболіст
- Ерхан Машович, футболіст
- Фахрудін Мустафич, футболіст
- Мірсад Туркан, народився як Мірсад Яхович, баскетболіст
- Гедо Тюркоглу, турецький баскетболіст
- Алем Тоскич, гандболіст, срібний призер чемпіонату Європи
- Мірсад Терзич, гандболіст
- Асмір Колашинац, штовхун ядра та чемпіон Європи в приміщенні
- Амела Терзич, бігунка на середні дистанції та дворазова чемпіонка Європи U23
- Марко Хук, професійний боксер і колишній чемпіон WBO у важкій вазі
- Менсур Сульович, професійний гравець у дартс
- Хамад Меджедович, професійний тенісист

### Виконавське мистецтво
- Ірфан Менсур, актор театру, телебачення та кіно
- Еміна Яхович, співачка
- Мірза Шолянін, боснійська співачка
- Сенад Хаджифейзович, боснійський журналіст, ведучий новин і телеведучий.

### Інші
- Діна Джанкович, Міс Сербія та Чорногорія 2005